# Cérémonie secrète
Pour plus de détails, voir Fiche technique et Distribution.
Cérémonie secrète (Secret Ceremony) est un film britannique réalisé par Joseph Losey, sorti en 1968.

## Synopsis
Leonora, prostituée à Londres, est abordée, lors d'une visite dans un cimetière, par Cenci, jeune et  riche héritière qui semble la prendre pour sa mère. Invitée par Cenci dans sa superbe demeure où elle vit seule, Leonora, accepte d'endosser le rôle de Margaret, la mère de Cenci. Les deux femmes, dont l'une a perdu sa fille et l'autre n'accepte pas la mort de sa mère, vont alors jouer à un jeu dangereux aux confins de la folie.

## Fiche technique
- Titre : Cérémonie secrète
- Titre original : Secret Ceremony
- Réalisation : Joseph Losey
- Scénario : George Tabori, d'après la nouvelle Ceremonia secreta de Marco Denevi
- Production : John Heyman et Norman Priggen
- Société de production : Universal Pictures et World Film Services
- Musique : Richard Rodney Bennett
- Montage : Reginald Beck
- Décors : Richard MacDonald
- Costumes : Sue Yelland
- Pays :  Royaume-Uni
- Budget : 3,2 millions de $US
- Format : Couleurs - Mono
- Dates de sorties :
  -  États-Unis : 23 octobre 1968
  -  France : 21 mars 1969
- Affiches : Macario Gómez Quibus (Espagne), René Ferracci (France)

## Distribution
- Elizabeth Taylor (VF : Paule Emanuele) : Leonora
- Mia Farrow (VF : Brigitte Morisan) : Cenci
- Robert Mitchum (VF : Paul-Émile Deiber) : Albert
- Peggy Ashcroft : Hannah
- Pamela Brown : Hilda

Acteurs non crédités
- Robert Douglas : Sir Alex Gordon
- Michael Strong : Dr Walter Stevens